# Glyfa (Ilia)
Glyfa este un oraș în Grecia în prefectura Elida.